# De zwangere weduwe
De zwangere weduwe (2010) is een boek van de Engelse schrijver en essayist Martin Amis. Het is een zedenschets van de jaren 70.

## Titel
De metafoor van de zwangere weduwe is afkomstig van de Russische schrijver Alexander Herzen die hem gebruikte voor een bepaald ogenblik in een revolutie wanneer de oude orde al verdreven is, maar er nog geen nieuwe orde is ontstaan, wat leidt tot wat hij "een lange nacht van chaos en desolaatheid" noemde.

## Synopsis
Tijdens het einde van de jaren 70 brengt een zestal jongeren samen de vakantie door in een kasteel in Italië. De hoofdpersoon, Keith Nearing, vertelt het verhaal van die vakantie wanneer hij al zestig is. Af en toe heeft hij het ook over hoe hij zich voelt nu hij ouder is.
De jongeren in het kasteel zijn representatief voor de meest voorkomende soorten psychologische karakters zoals men die aantreft in de maatschappij. Eén ding hebben ze gemeen: of ze glossy magazines lezen of Engelse literatuur, allen zijn ze oppervlakkig van aard, niet filosofisch, psychologisch of sociologisch onderlegd. Verlegen en weifelend zoeken ze zich een weg in de evoluerende wereld van vriendschap, liefde en seks van de seventies.

## Ontvangst
De roman werd gemengd ontvangen. Eileen Battersby noemde het in The Irish Times behoorlijk teleurstellend, terwijl Richard Bradford in The Spectator beschreef het als een "unieke en soms vreemde ervaring".